# 대한민국 제10대 국회 전반기 의장단 선거
제10대 국회 전반기 의장단 선거는 1979년 3월 17일에 실시되었다.
선거 결과 5선의 백두진 유신정우회 의원이 국회의장에, 5선의 민관식 민주공화당 의원과 5선의 고흥문 신민당 의원이 국회부의장에 선출되었다. 지역구 국회의원 선거로 당선되지 않은 국회의원이 국회의장에 선출된 것은 역대 최초의 일이었다.

## 선거 제도
국회의 의장 및 부의장은 국회의원들의 무기명 투표로 선출하되 만약 1차 투표 결과 재적 의원의 과반을 득표한 자가 없으면 2차 투표를 실시하고, 2차 투표에서도 과반 득표자가 나오지 않을 시 최고득표자와 차점자에 대하여 3차 결선 투표를 실시하되 이 경우 단순 다수 득표자를 당선자로 하도록 되어있었다.

## 후보

### 국회의장 후보

#### 유신정우회
박정희 대통령은 2월 19일 백두진 유신정우회 의장을 청와대를 불러 백두진 의장을 국회의장에 지명할 것을 통보하였다. 후임 유신정우회 의장에는 태완선 의원이 내정되었다.

### 국회부의장 후보

#### 민주공화당
여당의 국회의장 후보가 유신정우회의 몫으로 돌아감에 따라 자연히 여당의 국회부의장 후보는 민주공화당에 돌아가게 됐는데, 그 중에서도 민관식 의원과 이병희 의원이 가장 유력하게 거론되고 있었다. 민주공화당은 3월 2일 유신정우회와 합동조정회의를 갖고 백두진 전 유신정우회 의장을 국회의장 후보, 민관식 남북조절위원회 부의장을 국회부의장 후보로 공천하는데 합의하였다.

#### 신민당
이철승 신민당 대표는 3월 14일 고흥문 최고위원을 국회부의장 후보로 지명하였다.

## 과정
국민에 의해 직접 선출된 게 아니라 대통령에 의해 지명되고 통일주체국민회의에서 간접 선출된 백두진 의원이 국회의장을 맡는 것에 대해 신민당은 크게 반발, 국회 보이콧을 선언하면서 3월 15일 개원하기로 돼있던 국회는 이틀이 지난 3월 17일에야 개원할 수 있었다. 그러나 그마저도 야당에 통보된 개회 시각과 다른 시각에 기습 개원하고, 야당 의원들이 국회의장 선거에 불참하는 등 아름답지 못한 모습이 되고 말았다.
그러나 같은 해 10월 26일 박정희 대통령이 사망하자 정국이 급변, 신민당 측이 백두진 의장의 사퇴를 요구하고 민주공화당도 수용하여 백두진 의장은 단명 국회의장이 되었다. 백두진 의장은 12월 3일 의장직 사퇴서를 국회에 제출하였으며, 이는 12월 17일 국회 본회의 무기명 표결에서 가결되었다. 따라서 백두진 의장이 사퇴서 제출 전 국회의장 직무대리로 지정한 민관식 부의장이 국회의 운영을 맡게 되었다.

## 선거 결과

### 국회의장 선거
통일주체국민회의의 간접 선거로 당선된 백두진 유신정우회 의원이 당선되었다.
| 후보   | 소속       | 득표 | %    | 비고 |
| ------ | ---------- | ---- | ---- | ---- |
| 백두진 | 유신정우회 | 155  | 67.1 | 당선 |
| 이효상 | 민주공화당 | 1    | 0.4  |      |
| 무효   | 무효       | 9    | 4.0  |      |
| 결석   | 결석       | 66   | 28.6 |      |
| 재적   | 재적       | 231  | 100  |      |

### 민주공화당 몫 국회부의장 선거
서울특별시 종로구·중구 지역구의 민관식 민주공화당 의원이 당선되었다.
| 후보   | 소속       | 득표 | %    | 비고 |
| ------ | ---------- | ---- | ---- | ---- |
| 민관식 | 민주공화당 | 176  | 76.2 | 당선 |
| 고흥문 | 신민당     | 4    | 1.7  |      |
| 박종규 | 민주공화당 | 1    | 0.4  |      |
| 이철승 | 신민당     | 1    | 0.4  |      |
| 김영삼 | 신민당     | 1    | 0.4  |      |
| 무효   | 무효       | 8    | 3.5  |      |
| 결석   | 결석       | 40   | 17.3 |      |
| 재적   | 재적       | 231  | 100  |      |

### 신민당 몫 국회부의장 선거
서울특별시 도봉구 지역구의 고흥문 신민당 의원이 당선되었다.
| 후보   | 소속       | 득표 | %    | 비고 |
| ------ | ---------- | ---- | ---- | ---- |
| 고흥문 | 신민당     | 177  | 76.6 | 당선 |
| 김영삼 | 신민당     | 5    | 2.2  |      |
| 김재광 | 신민당     | 1    | 0.4  |      |
| 서영희 | 유신정우회 | 1    | 0.4  |      |
| 이철승 | 신민당     | 1    | 0.4  |      |
| 이후락 | 민정회     | 1    | 0.4  |      |
| 현기순 | 유신정우회 | 1    | 0.4  |      |
| 무효   | 무효       | 15   | 6.5  |      |
| 결석   | 결석       | 29   | 12.6 |      |
| 재적   | 재적       | 231  | 100  |      |